# إصلاح بروتستانتي
الإصلاح (الذي يُطلق عليه اسم الإصلاح البروتستانتي أو الإصلاح الأوروبي) هو حركة داخل المسيحية الغربية في أوروبا في القرن السادس عشر شكَّلت تحديًا دينيًا وسياسيًا للكنيسة الكاثوليكية الرومانية والسلطة البابوية بشكلٍ خاص. لم يكن هناك اختلاف بين الكنيسة الكاثوليكية والناشئ مارتن لوثر حتى صدور مرسوم فورمس لعام 1521، وذلك على الرغم من أنَّ الإصلاح عادةً ما اعتُبر بأنَّه بدأ مع نشر القضايا الخمس والتسعين التي كتبها لوثر في عام 1517. أدان المرسوم لوثر وحظر رسميًا على مواطني الإمبراطورية الرومانية المقدَّسة الدفاع عن أفكاره أو نشرها. حصل نزاع على نهاية عصر الإصلاح، فاعتُبر منتهيًا بعد تشريع اعترافات الإيمان التي بدأت عصر الأرثوذكسية. تتعلًَق السنوات الأخيرة الأخرى المقترحة بالإصلاح المضاد وصلح وستفاليا أو أنَّه لم ينتهِ أبدًا بسبب وجود بروتستانتيون حتى اليوم.
نُظِّمت تحركات نحو الإصلاح قبل لوثر، فلذلك يُفضِّل بعض البروتستانتيون في تقليد الإصلاح الراديكالي عزو بداية عصر الإصلاح للإصلاحيين مثل أرنولد من بريشيا وبيتر والدو وجون ويكليف ويان هوس وبيتر تشيليكيو وجيرولامو سافونارولا.
اعتُرف بالهوسيون من كلا النوعين من قبل مجمع فلورنسا وأُفصح عنها رسميًا في أراضي التاج البوهيمي؛ نظرًا لجهود الإصلاح التي بذلها هوس وغيره من المصلحين البوهيميين، وذلك على الرغم من أنَّ الحركات الأخرى كانت لا تزال عرضةً للاضطهاد بما في ذلك اللولار (اللذين يُرَنِّمون بأصوات خافتة لصلوات هرطقية) في إنجلترا والولدينسييون في فرنسا والمناطق الإيطالية.
بدأ لوثر بانتقاد بيع صكوك الغفران مصرًّا على أنَّ البابا ليس له أي سلطة على المطهر، وأنَّ خزانة الكنيسة ليس لها علاقة بالكتاب المقدّـس. تطوَّر الإصلاح أكثر ليشمل التمييز بين الشريعة الإلهية والإنجيل المقدَّس، والاعتماد الكامل على الكتاب المقدَّس باعتباره المصدر الوحيد للعقيدة الصحيحة (سولا سكريبتورا)، والاعتقاد بأنَّ الإيمان بيسوع هو السبيل الوحيد لتلقي عفو الله عن الخطيئة (سولا فيدي) بدلًا من الأعمال الجيدة. دُرِّست صيغة مماثلة من قِبل الكاثوليكية والمولينية والينسينية على الرغم من اعتبار هذا الاعتقاد تابعًا للبروتستانتية. قلَّل كهنوت جميع المؤمنين من الحاجة إلى القدِّيسين أو الكهنة للعمل كوسطاء، وانتهت عزوبية الكهنوت الإلزامية. تدل عقيدة «صالحون ومخطئون في نفس الوقت» أنَّه لا يمكن لأحد أن يصبح جيدًا بما يكفي لكسب الغفران من الله على الرغم من كلِّ ما يفعله من حسنات. بُسِّط لاهوت الأسرار وصُدَّت محاولات فرض نظرية المعرفة الأرسطية.
لم يرَ لوثر وأتباعه هذه التطورات اللاهوتية كتغيرات. خلص إقرار أُوغسبورغ لعام 1530 إلى أنَّه «لم يصدر أي شيء من جانبنا ضد الكتاب المقدس أو الكنيسة الكاثوليكية في العقيدة والاحتفالات الدينية»، وحتى بعد مجلس ترينت، نشر مارتن شيمنيتز عمل بعنوان امتحان مجلس ترينت بين عامي 1565-1573 كمحاولة لإثبات أن ترينت ابتكرت العقيدة بينما كان اللوثريون يتبعون خطى آباء الكنيسة والرسل.
تنوعت الحركة الأولية في ألمانيا ونشأ مصلحون آخرون بشكلٍ مستقلٍ عن لوثر مثل زوينغلي في زيوريخ وجون كالفين في جنيف. اختلفت أسباب وخلفيات الإصلاح وتباينت بناءً على البلد، واكتُشفت بشكل مختلف عن ألمانيا. وفر انتشار مطبعة غوتنبرغ وسيلة للنشر السريع للمواد الدينية في العامية.

## نظرة عامّة
كانت الحركات الهادفة للإصلاح سابقةً لمارتن لوثر، لذلك يفضّل بعض البروتستانتيين (مثل المعمدانيين التخميين) من الأصوليين أن ينسبوا الإصلاح إلى مصلحين مثل أرنولد البريسكي وبيتر والدو وجون ويكليف وجان هوس وبيتر تشلسكي وجيرولامو سافونارولا. بفضل جهود هوس وغيره من الإصلاحيين البوهيميين، قُبلت الهوسية الثنوية (ثنوية التناول) في مجمع بازل وقبلتها مملكة بوهيميا، ولكن بعض الحركات الأخرى ظلّت تحت الاضطهاد، ومنها حركة اللولاردات في إنكلترا والوالديين في فرنسا وفي أقاليم إيطاليا.
بدأ لوثر بنقد بيع صكوك الغفران، وأصرّ أن البابا ليس له سلطة على المَطْهَر، وأن خزانة الكنيسة لا أساس لها في الكتاب المقدس. تطور الإصلاح ونشأ التفريق بين الشريعة والإنجيل، والاعتماد الكامل على النصوص المقدسة مصدرًا وحيدًا للعقيدة الصحيحة (سولا سكريبتورا) ، والإيمان بأن يسوع هو الطريقة الوحيدة لاستغفار الخطايا (سولا فيد)، لا الأعمال الصالحة. ومع أن هذا بالعموم رأي بروتستانتي، فإننا نجد عقائد مشابهة لدى المولينيين والينسينيين من الكاثوليك. حطّت عقيدة كهانة جميع المؤمنين من الحاجة إلى القديسين أو الكهنة للتوسط بين المؤمن والله، وأُنهيت رهبانية رجال الدين الإجبارية (أُتيح لهم الزواج). اقتضت عقيدة «خاطئ ومغفور له معًا» أن الناس قد يتحسّنون، ولكن لا يستطيع أحد أن يتحسّن بما يكفي ليكتسب مغفرة الله. بُسّط لاهوت الأسرار وقُووِم تطبيق نظرية معرفة أرسطو.
لم ير لوثر وأتباعه في هذه التطويرات اللاهوتية تغييرًا. اختتمت عقيدة أوغسبرغ الصادرة عام 1530 أنه «في العقيدة والشعائر التي قبلناها لا شيء يعارض الكتاب المقدس أو الكنيسة الكاثوليكية»، وحتّى بعد مجمع ترنت، نشر مارتن شيمنيتز كتابه نظر في مجمع ترنت، وهو محاولة منه لإثبات أن المجمع ابتدع في العقيدة أما اللوثريون فكانوا يتبعون خطى آباء الكنيسة والرسل.
تنوّعت الحركة المبدئية في ألمانيا، وصعد مصلحون آخرون مثل هلدريخ زوينغلي في زيورخ وجون كالفن في جنوا، وكانا مستقلّين. اختلف الإصلاح باختلاف البلدان، وتنوّعت أسبابه وخلفياته، وانتشر انتشارًا مختلفًا عن انتشاره في ألمانيا. سهّل انتشار طابعة غوتنبرغ الانتشار السريع للمواد الدينية باللغات العامية.
في تصنيف الطوائف في فترة الإصلاح، شملت المسيحية الغربية طوائف مختلفة (الكاثوليكية، اللوثرية، الإصلاحية، الأنغليكانية، مجددة العماد، اليونيتاريانية (الوحدية)، إلخ.). اعتمد المصلحون الأصوليون تغييرات عقديّة أكبر، منها رفضهم لمبادئ مجمعي نيقية وخلقدون، كما عند يونيتاريانيي ترانسلفانيا، وشكّل هؤلاء مجتمعات خارج سلطة الدولة. اضطُهدت حركات تجديد العماد لا سيما بعد حرب الفلاحين الألمانية.
ردّ قادة الكنيسة الكاثوليكية الرومانية بالإصلاح المضاد، الذي بدأه كونفوتاتيو الأوغسطيني عام 1530، ومجمع ترنت عام 1545، واليسوعيون عام 1540، ودفنسيو تريدنتيني فيدي عام 1578، وسلسلة من الحروب وإجراءات النفي بحق البروتستانتيين استمرت إلى القرن التاسع عشر. شمل نفوذ البروتستانتية جميع شمالي أوروبا، إلا معظم أيرلندا. بقي غربي أوروبا كاثوليكيًّا إلا الولدينيسيون الذين طال اضطهادهم. كان وسط أوروبا ساحة لكثير من معارك حرب الثلاثين عامًا، واستمرّ نفي البروتستانتيين في وسط أوروبا إلى القرن التاسع عشر. بعد الحرب العالمية الثانية، أدّى إجلاء الألمان إلى ألمانيا الشرقية أو سيبيريا إلى تقليل البروتستانتية في دول معاهدة وارسو، ولكن بعضهم لم يزل إلى اليوم.
ولكن غياب البروتستانتيين لم يكن بالضرورة إخفاقًا للإصلاح. ومع أن البروتستانتيين حُرموا من الكنيسة، وانتهى بهم الأمر إلى العبادة في دور منفصلة عن الكاثوليك خلافًا لنية المصلحين الأصلية، فإنهم كانوا من قبل مضطهدين في معظم بقاع أوروبا. نتيجة ذلك، اتجه بعضهم إلى البروتستانتية المتسترة، وسُمّي هؤلاء النيكويديميين، الذين خالفوا رغبة جون كافن الذي دعاهم إلى أن يعيشوا دينهم علنًا. عُرف بعض البروتستانتيين المتسترين في القرن التاسع عشر بعد أن هاجروا إلى أمريكا اللاتينية.

## أسباب ودوافع الحركة
من أبرز دوافع الإصلاح الديني بيع صكوك الغفران من طرف الكنيسة الكاثوليكية حيث كانت الكنسية تبيع صكوك الغفران للفلاحين الذين يمثلون الفئة الفقيرة وليس لهم أية سلطة وبالتالي عليهم الخضوع المطلق للكنسية، وقد نهجت الكنيسة الكاثوليكية عدة طقوس لبيع صكوك الغفران حيث بررت بيعها لهذه الصكوك بحجة بناء كنيسة القديس بروما وذلك في عهد البابا جيل الثاني وخليفته ليون العاشر إخلال الكنيسة بواجباتها الدينية حيت شهدت الكنيسة المسيحية في عصر النهضة الأوربية انحراف البعض من البابوات حيث كان البعض تقيا والبعض الآخر يهتم بممارسة الترف والبذح والرخاء حيث أصبحت الكنيسة في هذا العهد تهتم بالأموال أكثر مما تهتم بالإصلاح، ومن البابوات الذين كانوا يتناولون المصاريف الباهظة ليون العاشر انتقاد المصلحين الدينيين الممهدين للإصلاح الديني للانحراف الكنيسة الكاثوليكية حيث تم انتقاد الكنيسة من طرف عدة ممهدين للإصلاح الديني كالمصلح الديني جان ويكلف الذي انتقد الكنيسة المسيحية في مبالغها في جمع واكتناز الأموال ولذلك دعا إلى الإستحواذ على ممتلكات الكنيسة واستغلالها في إصلاح البلاد الاقتصادية والاجتماعية والتحذير من استغلالها وسلطتها بعد أن تبين بأن سلوكات رجل الدين لا علاقة لها بما يأمر به الدين المسيحي والمصلح الديني جان هس قام جون بانتقاد الكنيسة انتقادا شرسا ودعا إلى عدم تقديس البابوية لأن أفكارها وسلوكها بعيدين عن الديانة المسيحية وأن تصرفاتها الفاسدة تتنافى مع القيم التي يدعو إليها الإنجيل، وقد أدى به انتقاده إلى إعدامه من طرف الكنيسة سنة 1415 وذلك بتهمة الهرطقة المصلح الديني إيرازم انتقاد إيرازم للرهبان.

## قمع الإصلاح
قامت الكنيسة الكاثوليكية بقمع حركات الإصلاح الديني واتخذت الكنيسة الكاثوليكية عدة تدابير من أجل تطبيق إصلاح مضاد للبروتستانين وهذه التدابير هي
- مجمع ترانت: انعقد أول مرة سنة 1545م يؤكد الاعتراف بالترجمة اللاتينية للإنجيل واستمرار الهرمية وصكوك الغفران.

منظمة اليسوعيين أسسها أغناطيوس دولويولا سنة 1534 ضمت مثقفين دافعوا عن البابا والكنيسة والقيام بالتبشير الديني.
- محاكم التفتيش: تأسست ق 12 م أثناء مرحلة الإسترداد ثم أحييت لتصفية حركة البروتستانت في ق 16م.
- لجنة الثبت : منعت تداور بعض الكتب التي وضعها في قائمة شملت كتب إيرازم والبروتستات والكتاب المقدس.

## مظاهر الإصلاح في الدول المختلفة

### النمسا
اتبعت النمسا نفس نمط الولايات الناطقة بالألمانية داخل الإمبراطورية الرومانية المقدسة، وأصبحت اللوثرية المذهب البروتستانتي الأساسي بين شعبها. اكتسبت اللوثرية أتباعًا مهمين في النمسا التي تركزت في النصف الشرقي من النمسا الحالية، وكانت الكالفينية أقل نجاحًا كانتشار. أدت عمليات إبعاد الإصلاح المضاد للإصلاح إلى عكس الاتجاه بين المذهبين في النهاية.

### البرتغال
لم ينجح انتشار البروتستانتية في البرتغال خلال عصر الإصلاح حيث واجه إحباطًا كبيرًا لنفس الأسباب التي واجهت عدم نجاح انتشار البروتستانتية في إسبانيا بسبب الاضطهاد الكاثوليكي الصادر عن محاكم التفتيش الإسبانية والبرتغالية.

### هولندا
لم ينطلق الإصلاح في هولندا من قبل حكّام الأقاليم السبعة عشر (مصطلح ينطبق على الولايات الإمبراطورية للأراضي المنخفضة الهابسبورجية في القرنين الخامس عشر والسادس عشر) على عكس العديد من البلدان الأخرى، ولكن من قبل حركات شعبية متعددة تعززت بدورها بوصول اللاجئين البروتستانتيين من أجزاء أخرى من القارة. أصبحت الكالفينية، على شكل طائفة الكنيسة المصلحة الهولندية، مركز الإيمان البروتستانتي السائد في البلاد منذ عام 1560، وذلك في الوقت الذي تمتعت فيه حركة تجديدية العماد بشعبية في المنطقة في العقود الأولى من الإصلاح. جعل الصراع اللاهوتي الداخلي داخل الكنيسة الكالفينية بين توجهين في المذهب الكالفيني، الجوماريون والأرمنينيون الليبراليون (أو الريمونسترانتيون) الكالفينية الجومارية دين الدولة الفعلي في أوائل القرن السابع عشر.

### بلجيكا
إن أول شهيدان لوثريان كانا راهبين من أنتويرب وهما يوهان إيش وهنري هوس الذين أُعدما حرقًا بسبب عدم ارتدادهما. ساهم اضطهاد الحكومة الإسبانية القاسي بقيادة فيليب الثاني للبروتستانتيين في الرغبة بالاستقلال في الأقاليم، فأدى ذلك إلى نشوب حرب الثمانين عامًا بالإضافة إلى الانفصال الكبير للجمهورية الهولندية البروتستانتية عن جنوب هولندا التي يهيمن عليها الكاثوليك (بلجيكا حاليًا). كان هناك ما يقدر بنحو 300 ألف بروتستانتي أو 20% من السكان البلجيكيين في عام 1566 في ذروة عصر الإصلاح البلجيكي.

### ألمانيا

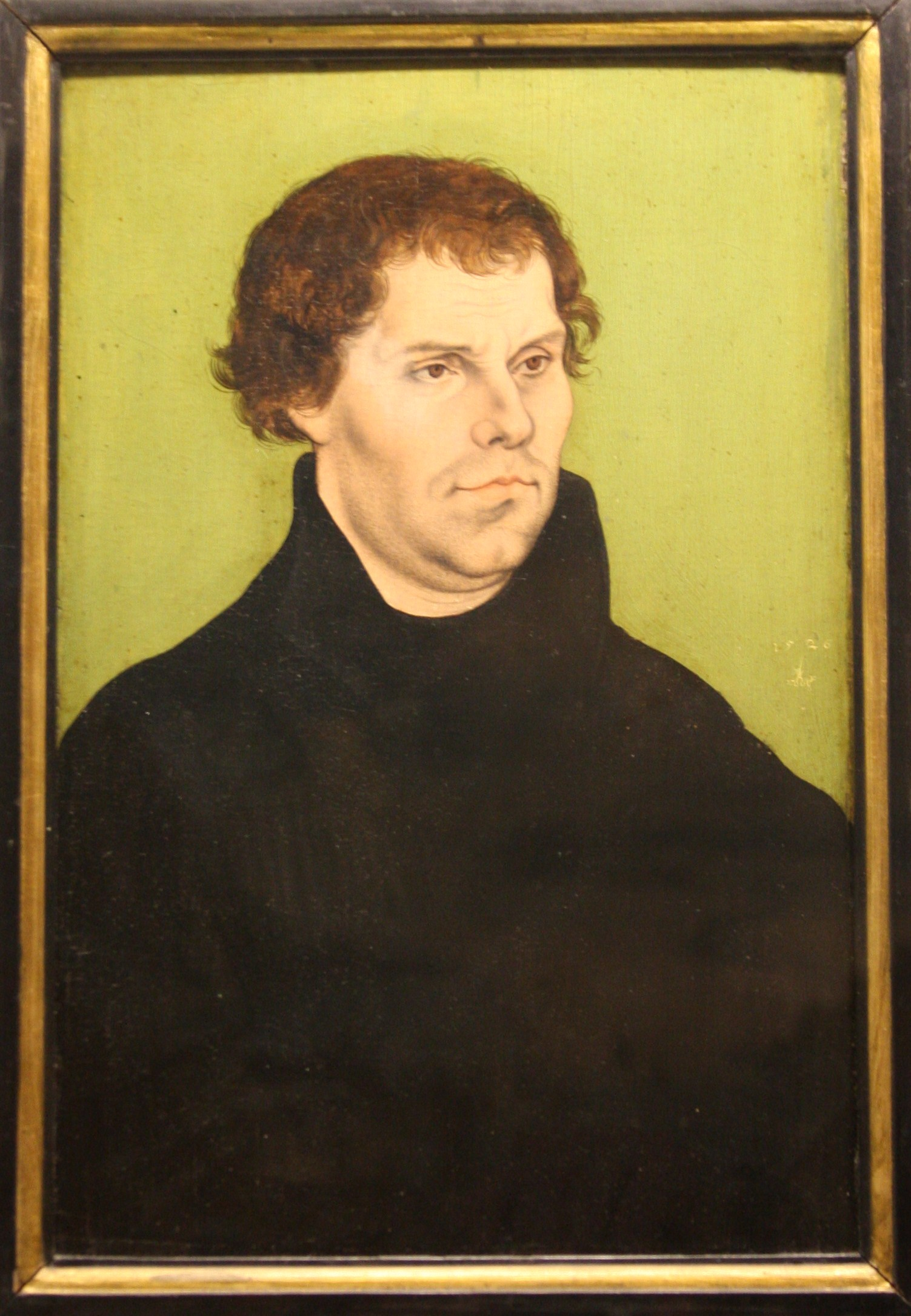
المصلح الديني مارتن (ألمانيا)

من أشهر قادة الإصلاح الديني في ألمانيا كان مارتن لوثر ارتبطت حركة لوثر بتكوينه الديني من خلال زيارته لروما حيث عاد بانطباع سيئ عن حياة البابوية حيث وقف على مظاهر الفساد والانحلال الخلقي من خلال ممارستهم لحياة البذح والملذات، ورفضه لصكوك الغفران لإن المغفرة مرتبطة بالإيمان إنما كان يشغل فكر لوثر هو البحث عن خلاص للإنسان وبالتالي كانت القاعدة الأساسية لحركته هي عقيدة التبرير بالإيمان نفي العظمة عن رجل الدين ومنع ترويج الصكوك الغفران الرجوع إلى الكتاب المقدس وفهمه فهما صحيح بأن الغفران مرتبط بالعمل الصالح... الإيمان مسألة فردية كما عرفت أطروحات الوثر انتشارا كبيرا في ألمانيا فطلب منه البابا التخلي عن أفكاره ولما رفض اتهمه بالتكفير لقد عارض لوثر كل الصدقات والأموال التي يستغلها رجال الدين بطرق غير شرعية.
لقيت حركة لوثر دعماً من طرف الفلاحين الذين قاموا بثورة 1542م فعارضها لوثر

### سويسرا
ارتبط الإصلاح بحركة أوريش زوتغلي حيث اعتمد هذا الأخير مبادئ لوثر في رفضه صكوك الغفران وابتزاز الكنيسة للناس عن طريق جمع الضرائب والعشور إلا أن الأمر سيؤدي إلى اندلاع الحرب ومقتل المصلح زونغلي وهزيمة الجيوش البروتستانية في معركة كابل 1531، وذلك بعد انتشار الإصلاح في سويسرا ثم ارتبط الإصلاح بالحركة الكالفانية التي دافع عنها جان كالفان وقد كانت حركته أكثر تنظيما حيث جمع أفكاره الإصلاحية بشكل منظم في كتابه مبادئ الدين المسيحي الذي ترجمه إلى الفرنسية وقد تضمن مبادئ اتفق بها مع لوثر بإعطاء الأولوية للكتاب المقدس، وربط الغفران بالأمور القدرية، كما اهتم كالفان كذلك بالجانب السياسي حيث كون جمهورية ثيوقراطية لجنيف جعل السلطة فيها للمرشدين الدينيين .
إذ لاحظ تصاعد دور الكنيسة وخضوع الدولة لها

### إنجلترا
تجلى هذا الإصلاح في وقف العثمانيون الإنجليز موقفا رافضا لرجال الدين، وخلاف هنري الثامن مع البابوية بسبب رفض البابا إلغاء الزواج الأول لهنري مما جعله ينفصل عن البابوية وتزعمه للكنيسة الإنجليزية وبالتالي أعلنت الكنيسة قرارا بتكفيره. كما أصدر البرلمان الإنجليزي قانون السيادة ومضمونه أن الملك هو القائد الأعلى يتمتع بجميع السلط مما أحدث قطيعة نهائية مع الكنيسة الكاثوليكية والفرق الذي وجد بين الحركة الإنجليزية وباقي الحركات الإصلاحية أن هنري الثامن احتفظ بالعقيدة والطقوس، وتراثبية رجال الدين للكنيسة الكاثوليكية فاعتبر عمله انشقاقا داخل الكنيسة الكاثوليكية كما أثار عمله معارضة للإصلاحيين الذين كانوا يرغبون في إصلاح ديني جدري

### لوكسمبورغ
ظلت لوكسمبورغ، وهي جزء من هولندا الإسبانية، كاثوليكية خلال عصر الإصلاح لأن البروتستانتية كانت غير شرعية حتى عام 1768.

### رومانيا
كانت ترانسيلفانيا (التي تُعرف اليوم باسم رومانيا) «أرضًا للتخلص من غير المرغوب بهم» من قبل إمبراطورية هابسبورغ. أُرسل الأشخاص الذين لا يستجيبون مع إرادة هابسبورغ وقادة الكنيسة الكاثوليكية بالقوة إلى هناك. سمح تطبيق هذه الممارسة لمدة قرون بتنوع التقاليد البروتستانتية في رومانيا بما في ذلك اللوثرية والكالفينية والتوحيدية.

### أوكرانيا
كانت الكالفينية شائعة بين المجريين الذين سكنوا الأجزاء الجنوبية الغربية من أوكرانيا الحالية، وما يزال أحفادهم موجودين هناك إلى يومنا هذا.

### بيلاروس (روسيا البيضاء)
تأسست أول جماعة بروتستانتية في مدينة بريست في التقليد المصلح (الكالفينية)، وما تزال الكنيسة البيلاروسية الإنجيلية المصلحة موجودة حتى يومنا هذا.

### مولدوفا
لم تكن حركة الإصلاح قوية فيما يُعرف الآن باسم مولدوفا، وشهدت جماعة واحدة من الهيوسينيين والكالفينيين وُجدت في بيسارابيا. (مصطلح يشير إلى منطقة جغرافية تقع في أوروبا الشرقية). غُزيت مولدوفا مرارًا وتكرارًا خلال عصر الإصلاح.

### سلوفينيا
يُعتبر المُصلح البروتستانتي بريموس تروبار بارزًا في دعمه للغة السلوفينية، ويُعتبر الشخصية الرئيسية في التاريخ الثقافي السلوفيني وهو شخصية تاريخية سلوفينية كبرى يرتبط اسمه في العديد من الجوانب. كان الشخصية الرئيسية للكنيسة البروتستانتية في الأراضي السلوفينية الذي كان مؤسسها ومديرها الأول. يوجد هناك بعض الكتب الأولى المكتوبة باللغة السلوفينية مثل كتاب تعاليم الكنيسة وكتاب الألِفباء التي كتبها تروبار.

### سلوفاكيا
كان 60% من السلوفاكيين أتباعًا للوثرية في فترة من تاريخ تلك المنطقة. كانت الكالفينية شائعة بين المجريين الذين سكنوا في أقصى جنوب ما يعرف الآن بسلوفاكيا. كانت سلوفاكيا حينها جزءًا من مملكة المجر. أدى الإصلاح المضاد الذي نفذه هابسبورغ إلى إلحاق أضرار جسيمة بالبروتستانتية السلوفاكية، وذلك على الرغم من أن البروتستانتيون في عام 2010 كانوا أقلية كبيرة (حوالي 10%) في البلاد.

### كرواتيا
وصل المذهب اللوثري إلى الأجزاء الشمالية من البلاد في كرواتيا.